# Leonhard Euler
Leonhard Paul Euler [léonhart pául ôjler], švicarski matematik, fizik in astronom, * 15. april 1707, Basel, Stara švicarska konfederacija (sedaj Švica), † 18. september (7. september, ruski koledar) 1783, Sankt Peterburg, Ruski imperij (sedaj Rusija).
Euler je objavil kar približno 530 knjig, razprav in člankov. Po njegovi smrti je naraslo število objav njegovih del na skoraj 900. Njegova izbrana dela obsegajo od 60 do 80 zvezkov v četverkah. Velja za enega najpomembnejših matematikov 18. stoletja kot tudi vseh časov. Njegova odkritja sežejo na različna področja matematike, na primer v infinitezimalni račun, teorijo števil in teorijo grafov. Poleg tega je uvedel veliko sodobnih matematičnih pojmov in oznak, še posebej v matematični analizi, na primer pojem funkcije. Zelo pomembna so tudi njegova dela iz mehanike, dinamike tekočin, optike in astronomije.

## Življenje

### Mladost in šolanje
Bil je sin protestantskega duhovnika Paula Eulerja, ki je tudi sam negoval precejšnjo naklonjenost do matematike. Njegova mati je bila Marguerite Brucker, duhovnikova hči. Imel je dve mlajši sestri, Anno Mario in Mario Magdaleno. Kmalu po njegovem rojstvu se je družina iz Basla preselila v Riehen, kjer je preživel večino svoje mladosti. Njegov oče je bil prijatelj družine Bernoullijev. Euler je imel srečo, da je v Baslu tedaj živel Johann Bernoulli I., tedaj eden najpomembnejših evropskih matematikov. Euler se je začel šolati v Baslu, kamor so ga poslali živeti k babici po materini strani. S trinajstimi leti se je leta 1720 vpisal na Univerzo v Baslu in tam leta 1723 prejel naziv magistra filozofije z dizertacijo o primerjavi Descartesove in Newtonove filozofije. V tem času ga je ob sobotah popoldan poučeval Johann Bernoulli, ki je hitro opazil mladeničevo izredno nadarjenost in ni mu bilo težko bdeti nad trojico izredno obetavnih mladeničev, nad svojima sinovoma Nicholasom in Danielom ter Eulerjem. Vsi trije so kmalu postali vodilni matematiki tedanjega časa. Euler je tedaj na očetovo prigovarjanje, da bi postal duhovnik, študiral teologijo, grščino in hebrejščino, vendar je Bernoulli prepričal očeta, da je njegovemu sinu usojeno postati velik matematik.
V letu 1726 je Euler končal svojo doktorsko dizertacijo o širjenju zvoka z naslovom O zvoku (De Sono). Leta 1727 se je udeležil tekmovanja Francoske akademije znanosti o problemu optimalne postavitve jambora na ladji. Zasedel je drugo mesto za Bouguerom. Euler je kasneje dvanajstkrat osvojil to ugledno letno nagrado.

### Sankt Peterburg
Euler je 17. maja 1727 pripotoval v Rusijo na Univerzo v Sankt Peterburgu. Takrat sta na njej od leta 1725 predavala Daniel in Nicholas Bernoulli, ki sta Eulerja tudi priporočila vodstvu novoustanovljene Akademije. Julija 1726 je umrl Nicholas, njegovo mesto pa je zasedel Daniel. Novembra je Euler sprejel ponudbo, da bi zasedel Danielovo mesto predavatelja fiziologije. Pot v Rusijo je odložil, medtem pa so mu zavrnili mesto profesorja fizike na Univerzi v Baslu. Eulerjevo namero je tedaj preprečila smrt carice Katarine I., ki je po moževi smrti naprej podpirala delo na akademiji. V Rusijo je Euler prispel na dan njene smrti. Od začetnega mesta na medicinskem oddelku akademije je prešel na matematični oddelek. Nastanil se je pri Danielu in z njim pogosto skupaj delal. Obvladal je ruščino in začel živeti življenje v Sankt Peterburgu. Poleg službe na akademiji je sprejel tudi službo kot zdravnik v Ruski mornarici.
Sanktpeterburška akademija, ki jo je ustanovil Peter Veliki, naj bi izboljšala izobraževanje v Rusiji in zmanjšala prepad v znanosti z Zahodno Evropo. Zaradi tega je postala zelo zanimiva za tuje znanstvenike, kot je bil Euler. Imela je veliko denarnih sredstev in obsežno knjižnico, zbrano iz zasebnih knjižnic Petra Velikega in plemstva. Da bi zmanjšali breme profesorjem, se je vpisalo zelo malo študentov, akademija pa je poudarjala raziskovanje in učnemu osebju ponudila čas in svobodo za reševanje znanstvenih problemov. Rusko plemstvo je tedaj pridobilo moč nad dvanajstletnim Petrom II. Do tujih znanstvenikov je bilo sumničavo in je prekinilo z denarno podporo, Eulerju in njegovim tovarišem pa je povzročilo več težav.
Razmere so se malo popravile po smrti Petra II. leta 1730. Euler je na akademiji kmalu napredoval in je leta 1731 postal profesor fizike. Ko se je kasneje Daniel Bernoulli, naveličan tamkajšnjih nevzdržnih razmer, cenzure in sovražnosti, leta 1733 vrnil v Basel, je Euler istega leta postal na univerzi glavni predavatelj matematike.
7. januarja 1734 se je Euler poročil s Katharino Gsell (1707–1773), hčerjo Georga Gsella, slikarja z Akademske gimnazije, ki ga je Peter Veliki povabil iz Holandije. Mladi par je kupil hišo ob Nevi. Od njunih trinajstih otrok je otroštvo preživelo le pet.
Akademija znanosti v Parizu je leta 1735 razpisala nagrado za izdelavo metode določanja natančnega časa s pomočjo opazovanja višine Sonca. Eulerju je uspelo izračunati potrebne tabele po svoji novi metodi v vsega treh dneh. Žal je pri tem zaradi pretiranega dela zbolel za hudo živčno mrzlico in skoraj oslepel na desno oko. To pa ni prekinilo njegovega raziskovalnega dela in silovitega toka izdajanja matematičnih del. Za slabo stanje je sam krivil skrbno kartografsko delo, ki ga je opravljal za sanktpeterburško akademijo.

### Berlin
19. junija 1741 je na povabilo Friderika II. Velikega odšel v Berlin in na pruski univerzi prevzel vodstvo matematičnega oddelka. Čeprav je tam preživel kar četrt stoletja in v tem obdobju napisal precej svojih pomembnejših del (več kot 380 člankov), se na Friderikovem dvoru ni nikoli popolnoma vživel. Dvorni blišč mu je bil tuj. Friderik ga je sicer podpiral in mu dajal v izvedbo številna pomembna javna dela, a so osebna nasprotja med njima kljub temu naraščala iz leta v leto.
Tu je objavil dve deli, po katerih je najbolj znan: Uvod v neskončno analizo (Introductio in analysin infinitorum), besedilo o funkcijah, objavljeno leta 1748, in Osnove diferencialnega računa (Institutiones calculi differentialis), o diferencialnem računu, objavljeno leta 1755. Leta 1755 so ga izbrali za zunanjega člana Švedske kraljeve akademije znanosti.
Poleg obveznosti na univerzi so ga prosili, naj poučuje anhalt-dessausko princeso, Friderikovo nečakinjo. Napisal ji je več kot 200 pisem in so jih kasneje zbrali v dobro prodajani knjigi Eulerjeva pisma o različnih temah iz naravoslovja naslovljena nemški princesi. To delo vsebuje Eulerjevo razlago različnih tem iz fizike in matematike, ter ponuja tudi pomemben vpogled v njegovo osebnost in religijska prepričanja. Knjigo so več brali kot katerokoli drugo njegovo matematično delo, objavljena pa je bila večkrat v Evropi in ZDA. Priljubljenost Pisem priča o Eulerjevi zmožnosti podajanja znanstvene snovi nepoznavalcem, redki zmožnosti predanega raziskovalnega znanstvenika.
Navkljub Eulerjevemu ogromnemu prispevku k ugledu Akademije je moral nazadnje zapustiti Berlin. Friderik ga je imel za preprostega človeka, še posebej glede na krog filozofov, ki jih je pruski kralj pripeljal na Akademijo. Med njimi je bil Voltaire, ki je v kraljevem družbenem okolju užival odličen položaj. Euler je bil kot preprost pobožen in priden mož, zelo običajen v svojih prepričanjih in nagnjenjih. V mnogočem je bil pravo nasprotje Voltairu. Ni imel kakšne posebne izobrazbe v retoriki, rad pa je razpravljal o stvareh, ki jih je slabo poznal, tako da je bil pogosta tarča Voltairove duhovitosti. Friderik je tudi izrazil nezadovoljstvo z Eulerjevimi praktičnimi tehniškimi zmožnostmi:
»Na svojem vrtu sem želel imeti vodni curek: Euler je izračunal potrebno silo koles za dvig vode do zbiralnika, od koder naj bi skozi kanale padla nazaj in na koncu brizgnila ven v Sanssouciju. Ko so geometrično izdelali moj mlin, ni mogel dvigniti niti kančka vode bližje od petdeset korakov od zbiralnika. Ničevost vseh ničevosti! Ničevost geometrije!«
V Berlinu se mu je vid na desnem očesu še poslabšal, tako da ga je Friderik klical »Kiklop«.

### Vrnitev v Rusijo
Euler se je tako leta 1766 na povabilo Katarine II. Velike vrnil v priljubljeni Sankt Peterburg in ostal tam do smrti. Po Katarinini zasedbi prestola se je stanje v Rusiji zelo izboljšalo. Dobri dve leti po prihodu v Rusijo je zaradi sive mrene oslepel še na levo oko. Kljub popolni slepoti pa je v teh zadnjih letih s pomočjo pisarja še povečal svoje delo pri izdajanju matematičnih del. Njegov dober fotografski spomin mu je omogočal, da je svoja odkritja zasnoval kar v mislih in članke narekoval na pamet. Poleg tega je tudi računal na pamet.
»Računal je, kot dihamo ljudje, kot orli sebe ohranjajo v zraku.« —François Arago
Lahko je na primer ponovil Vergilijevo Eneido od začetka do konca brez prestanka, ter za vsako stran v izdaji lahko povedal katera vrstica je bila prva in katera zadnja. Leta 1775 je v povprečju napisal en matematični članek na teden.
Leta 1771 je njegovo hišo zajel požar, mu uničil večji del rokopisov in ga skoraj stal življenja. Kasneje mu jih je večina uspelo obnoviti in celo izboljšati. Dve leti zatem mu je leta 1773 umrla žena, na katero je bil zelo navezan in srečno poročen z njo 39 let. Tri leta po ženini smrti se je poročil z njeno polsestro Salome Abigail Gsell (1723-1794). Z njo je bil poročen do smrti.
Zadnji problem, s katerim se je ukvarjal, je bil povezan s tirom tedaj novo odkritega planeta Urana.
Umrl je sredi dela zaradi možganske krvavitve. Pokopali so ga ob prvi ženi na luteranskem pokopališču na Otoku Vasiljevski. V času Sovjetske zveze so pokopališče uničili in prenesli njegove ostanke v Samostan Aleksandra Nevskega. Ob njegovi smrti je matematik in filozof de Condorcet izjavil: »...et il cessa de calculer et de vivre« (»in prenehal je računati in živeti«).

## Delo

### Matematika
Nekateri največji Eulerjevi dosežki se nanašajo na analitične rešitve resničnih problemov in opise številnih uporab Bernoullijevih števil, Fourierovih vrst, Eulerjevih števil, konstant e in π, verižnih ulomkov in integralov. Integriral je Leibnizev diferencialni račun z Newtonovo metodo fluksij in razvil orodja, ki so olajšala rabo infinitezimalnega računa pri fizikalnih problemih. Naredil je velike korake pri izboljšanju numeričnih približkov integralov in izumil, kar je danes znano kot Eulerjeve aproksimacije. Najbolj znani od teh sta Eulerjeva metoda in Euler-Maclaurinova formula. Poenostavil je tudi rabo diferencialnih enačb, še posebej je uvedel Euler-Mascheronijevo konstanto γ.
Leta 1911, skoraj 130 let po Eulerjevi smrti, je Lotka uporabil Eulerjevo delo iz leta 1760 pri izpeljavi Euler-Lotkove enačbe za izračunavanje hitrosti rasti populacije za zastarane populacije v matematični demografiji, osnovno metodo, ki se pogosto rabi v populacijski biologiji in ekologiji.
Euler je leta 1741 odkril prvo minimalno ploskev za ravnino katenoid.
Leta 1744 je objavil svoje najpomembnejše delo Teorija o gibanju planetov in kometov (Theoria motuum planetarum et cometarum). Leta 1748 je objavil delo Uvod v neskončno analizo (Introductio in analysin infinitorum). To delo imajo za eno najvplivnejših del sodobnega časa. V njem se prvič pojavi funkcija v vlogi temeljnega pojma matematične analize in hkrati univerzalnega povezovalca različnih matematičnih poglavij. Obsega 2 knjigi in obravnava več matematičnih področij. 1. knjiga je zbirka besedil, ki jih danes uvrščamo v algebro, teorijo enačb in trigonometrijo. V algebri je obravnaval neskončne vrste in razvoj funkcij v vrste. Tako srečamo v tem delu vrste za {\displaystyle e^{x}}, {\displaystyle \sin x}, {\displaystyle \cos x} in podobno. Tudi poglavje, namenjeno verižnim ulomkom, je v tesni povezavi z razvoji v vrste. V poglavjih iz trigonometrije mu je uspelo prenesti trigonometrijo s področja astronomije in geometrije v domeno matematične analize. Kotne funkcije je kot prvi prenehal opisovati le s številskimi razmerji. V poglavjih o trigonometriji srečamo njegovo znamenito enačbo, ki jo je našel že leta 1740. Enačba povezuje med drugim dve do tedaj nevede znani transcendentni števili; osnovo naravnih logaritmov e in Ludolfovo število {\displaystyle \pi }:
{\displaystyle e^{ix}=\cos x+i\sin x\!\,}
ali:
{\displaystyle e^{i\pi }=-1\!\,.}
Z enačbo je bilo mogoče povezati eksponentno funkcijo {\displaystyle e^{x}} s trigonometričnimi funkcijami. To povezavo izražata Eulerjevi enačbi:
{\displaystyle \sin x={e^{ix}-e^{-ix} \over 2i}\;,\;\cos x={e^{ix}+e^{-ix} \over 2}\!\,.}
Velja še na primer:
{\displaystyle i^{i}=e^{-\pi /2}\!\,.}
2. knjiga je namenjena analitični geometriji. Že v uvodu je med krivulje uvedel razdelitev na algebrske in transcendentne. Potem je podrobneje obravnaval algebrske krivulje 2. stopnje s splošno enačbo:
{\displaystyle ax^{2}+bxy+cy^{2}+dx+ey+f=0\!\,.}
Izdelal je še razporeditev algebrskih krivulj višjih stopenj. Tudi ploskve je podobno obravnaval in pri tem uvedel pomembno novost, pojem ukrivljenosti ploskve. Zaradi tega ga štejemo za začetnika diferencialne geometrije.
Leta 1755 je objavil svojo drugo veliko knjigo Osnove diferencialnega računa. Predhodni Uvod si je zamislil le kot uvod za to delo. To je sploh prvi obsežnejši učbenik diferencialnega računa. Sledili so mu trije deli Osnove integralnega računa (Institutionum calculi integralis), ki so izhajali od leta 1768 do 1770. V poglavjih o diferencialnem in integralnem računu je podal mnogo novih integracijskih metod. Podobno je tudi v teoriji diferencialnih enačb, kjer je prispeval nove tehnike za reševanje enačb. Večina poglavij je bogato opremljena s slikami in s praktičnimi primeri iz matematike in fizike. Uvedel je posplošitev pojma fakultete s funkcijo Γ:
{\displaystyle \Gamma (x)=\left\{{\begin{matrix}\int _{0}^{\infty }t^{x-1}e^{-t}{\rm {d}}t,&x>0\\\lim _{n\to \infty }\;{n!\;n^{x-1} \over x(x+1)(x+2)...(x+n-1)},&x\in \mathbb {R} \end{matrix}}\right.\!\,,}
kjer se zgornji integral imenuje po njem. Nepopolna funkcija {\displaystyle \Gamma } je določena z:
{\displaystyle \Gamma (a,x)=\int _{0}^{\infty }t^{a-1}e^{-t}{\rm {d}}t\!\,,}
posplošena nepopolna funkcija {\displaystyle \Gamma } pa z:
{\displaystyle \Gamma (a,x_{0})-\Gamma (a,x_{1})=\int _{x_{0}}^{x_{1}}t^{a-1}e^{-t}{\rm {d}}t\!\,.}
Osnovne značilnosti funkcije {\displaystyle \Gamma } so:
{\displaystyle \Gamma (x+1)=x\Gamma (x)\!\,,}
{\displaystyle \Gamma (n)=(n-1)!\;;\;n\in {}^{+}\!\mathbb {Z} \!\,,}
{\displaystyle \Gamma (n+1)=n!\;;\;n\in {}^{+}\!\mathbb {Z} \!\,,}
{\displaystyle \Gamma (1)=1\!\,,}
{\displaystyle \Gamma (x)\Gamma (1-x)={\pi  \over \sin \pi x}\!\,,}
{\displaystyle \Gamma (x)\Gamma \left(x+{1 \over 2}\right)={{\sqrt {\pi }} \over 2^{2x-1}}\Gamma (2x)\!\,,}
{\displaystyle \Gamma (x){d^{2}\Gamma (x) \over dx^{2}}>\left({d\Gamma (x) \over dx}\right)^{2}\!\,.}
Znane so njegove funkcije β, definirane kot:
{\displaystyle B(x,y)={\Gamma (x)\Gamma (y) \over \Gamma (x+y)}=\int _{0}^{1}t^{x-1}(1-t)^{y-1}{\rm {d}}t\!\,}
in še nepopolna funkcija {\displaystyle \beta };
{\displaystyle B_{z}(x,y)=\int _{0}^{z}t^{x-1}(1-t)^{y-1}{\rm {d}}t\!\,,}
ter posplošena nepopolna funkcija {\displaystyle \beta }:
{\displaystyle {}_{0}B_{z}(x,y)=\int _{z_{0}}^{z_{1}}(1-t)^{y-1}{\rm {d}}t\!\,.}
Leta 1735 je določil Euler-Mascheronijevo konstanto γ kot:
{\displaystyle \gamma =\lim _{n\to \infty }\left(1+{1 \over 2}+{1 \over 3}+...+{1 \over n}-\ln n\right)\equiv \lim _{n\to \infty }\left(H_{n}-\ln n\right)\cong 0,577215665\!\,,}
kjer je {\displaystyle H_{n}\!\,} n-to harmonično število. Ni znano ali {\displaystyle \gamma \!\,} spada v množico transcendentnih števil ali v množico iracionalnih števil. Danes se jo lahko izračuna na približno {\displaystyle 10^{6}\!\,} števk točno. Z veliko manjšo točnostjo pa se lahko izračuna Meissel-Mertensovo konstanto M1 ali Brunovo konstanto za praštevilske dvojčke {\displaystyle B_{2}\!\,} ali Brunovo konstanto za praštevilske bratrance (četvorčke) {\displaystyle B_{4}\!\,}. Tega leta je rešil baselski problem, ki ga je leta 1644 postavil Mengoli, in našel točno vrednost vsote obratnih vrednosti kvadratov naravnih števil:
{\displaystyle \sum _{n=1}^{\infty }{\frac {1}{n^{2}}}={\frac {1}{1^{2}}}+{\frac {1}{2^{2}}}+{\frac {1}{3^{2}}}+\cdots =\zeta (2)={\frac {\pi ^{2}}{6}}=1,644934\ldots \!\,.}
Leta 1741 je zanj podal strogi dokaz.
Znani so njegovi Eulerjevi polinomi, določeni z:
{\displaystyle {\frac {2e^{xt}}{e^{t}+1}}=\sum _{i=0}^{\infty }E_{i}(x){t^{i}}{i!}\!\,,}
kjer so {\displaystyle E_{n}\!\,} Eulerjeva števila.
V teoriji števil je uvedel aritmetično Eulerjevo funkcijo φ(n), ki pove koliko je naravnih števil, ki so manjša od n in so številu n tuja, ali drugače, ki so manjša od n in so n relativno praštevila. Na primer {\displaystyle \phi (6)=2\!\,}, ker sta števili 1 in 5 številu 6 tuji; {\displaystyle \phi (8)=4\!\,}; {\displaystyle \phi (15)=8\!\,}
in
{\displaystyle \phi (E_{10})=\phi (370371188237525)=296289850611840=2^{7}\cdot 3\cdot 5\cdot 37\cdot 41\cdot 47\cdot 251\cdot 8623\!\,.}
Če je n sámo praštevilo p, velja {\displaystyle \phi (p)=p-1\!\,}. Če je {\displaystyle n=p^{m}\!\,} potenca kakega praštevila, je {\displaystyle \phi (n)=\phi (p^{m})=p^{m-1}(p-1)\!\,}. Če sta si a in b tuji števili, za funkcijo velja:
{\displaystyle \phi (ab)=\phi (a)\phi (b)\!\,.}
Leta 1732 je Euler ovgel de Fermatovo domnevo iz leta 1640, da so vsa števila oblike {\displaystyle F_{n}=2^{2^{n}}+1\!\,} Fermatova praštevila. Z razcepom:
{\displaystyle F_{5}=2^{2^{5}}=2^{32}+1=641\cdot 6700417=(2^{7}\cdot 5+1)(2^{7}\cdot 3\cdot 17449+1)=4294967297\!\,}
je dokazal, da je {\displaystyle F_{5}\!\,} sestavljeno. Razcep {\displaystyle F_{6}\!\,} je našel šele leta 1880 F. Landry, razcep {\displaystyle F_{7}\!\,} sta našla leta 1971 Brillhart in Morrison z računalnikom IBM 360-91, razcep {\displaystyle F_{8}\!\,} sta našla leta 1981 Brent in Pollard z računalnikom Univac. Leta 1990 pa sta A. Lenstra iz družbe DEC iz New Jerseyja in M. Menejs iz Kalifornije razcepila {\displaystyle F_{9}\!\,}, po nekaj tednih dela na mreži 1000 računalnikov s pomočjo 200 matematikov. Euler je prišel do svoje ugotovitve preko testa z deljenjem. Posebna ironija se skriva v dejstvu, da sam mali Fermatov izrek pokaže, da {\displaystyle F_{5}\!\,} ni praštevilo. To se preveri takole: če je p praštevilo, je {\displaystyle 3^{p-1}\;{\hbox{mod}}\;p=1\!\,}. Za {\displaystyle p=F_{5}\!\,} se dobi {\displaystyle 3^{p-1}\;{\hbox{mod}}\;p=3029026160\!\,}, in tako {\displaystyle F_{5}\!\,} ne more biti praštevilo. Evklid je v 9. knjigi  Elementov dokazal, če je Evklid-Mersennovo število {\displaystyle M_{n}=2^{n}-1\!\,} praštevilo, je število {\displaystyle 2^{n-1}M_{n}\!\,} popolno. Euler je leta 1770 v svojem delu Algebra naprej pokazal, da je takšne oblike vsako sodo popolno število. S tem je odkril tesno povezavo med Mersennovimi praštevili in popolnimi števili. Iz nje takoj izhaja, da je sedaj poznano točno 48 sodih popolnih števil. Niso pa našli še nobenega lihega popolnega števila. Domnevajo, da so vsa popolna števila le soda. (Mersenne, Nikomah). Ve se, da mora biti vsako liho popolno število, če obstaja, večje od {\displaystyle 10^{300}\!\,} in mora vsebovati najmanj 11 različnih prafaktorjev.
Leta 1747 je Euler objavil seznam 30 parov prijateljskih števil. (glej al-Baghdadi, Pitagora, Tabit ibn Kora). Par največjih dveh prijateljskih števil v seznamu je bil:
{\displaystyle 1084730902983=3^{5}\cdot 7^{2}\cdot 13\cdot 19\cdot 53\cdot 6959\;,}
{\displaystyle 1098689026617=3^{5}\cdot 7^{2}\cdot 19\cdot 179\cdot 2087\!\,.}
Od leta 1747 do 1750 je prijateljskim številom namenil 3 članke. S svojo novo metodo mu je uspelo poiskati kar 66 novih parov prijateljskih števil. Ob vsem svojem trudu in sistematičnem iskanju je spregledal 2. najmanjši par prijateljskih števil 1184 in 1210, ki ga je kasneje leta 1866 našel Paganini.
Euler je posplošil mali Fermatov izrek: za vsak modul n in poljuben cel a, ki je tuj n (n in a nimata skupnega faktorja), velja {\displaystyle a^{\phi (n)}=1\;{\hbox{mod}}\;n\!\,}, kjer je {\displaystyle \phi (n)\!\,} Eulerjeva aritmetična funkcija. Na ta izrek se lahko gleda kot posledico Lagrangeovega izreka, uporabljenega na multiplikativno grupo, ki vsebuje vse razrede ostankov pri deljenju po modulu n, ki so n tuji. Lahko se ga dokaže tudi neposredno: množenje z a permutira razrede ostankov pri deljenju po modulu n, ki so n tuji. Ali z drugimi besedami, če se označi z R množico vseh takšnih razredov, sta množici {\displaystyle \lbrace x:x\in R\rbrace \!\,} in {\displaystyle \lbrace ax:x\in R\rbrace \!\,} enaki. Zatorej sta tudi njuna produkta enaka. Tako je {\displaystyle P=a^{\phi (n)}=1({\hbox{mod}}\;n)\!\,}.
Leta 1749 je Euler po 7. letih trdega dela dokazal Fermatovo trditev, da je vsako praštevilo oblike {\displaystyle 4n+1\!\,} vsota dveh kvadratov kot na primer: {\displaystyle 4\cdot 1+1=1^{2}+2^{2}\!\,}, {\displaystyle 4\cdot 3+1=2^{2}+3^{2}\!\,}, {\displaystyle 4\cdot 9+1=1^{2}+6^{2}=37\!\,}, {\displaystyle 4\cdot 10+1=4^{2}+5^{2}=41\!\,} ali {\displaystyle 4\cdot 25+1=1^{2}+10^{2}=101\!\,}. Če število oblike {\displaystyle 4n+1\!\,} ni praštevilo, to seveda ne velja kot na primer {\displaystyle 4\cdot 2+1=3^{2}=9\!\,} ali {\displaystyle 4\cdot 5+1=3\cdot 7=21\!\,}. Kot osnova naravnih logaritmov in eksponentne funkcije {\displaystyle e^{x}\!\,} je znano Eulerjevo število, določeno z:
{\displaystyle e=\lim _{n\to \infty }\left(1+{\frac {1}{n}}\right)^{n}=\lim _{n\to 0}(1+n)^{1/n}\cong 2,71828\!\,.}
Prvič se je konstanta pojavila leta 1736 v njegovem delu Mechanica, kjer je {\displaystyle e^{x}\!\,} določil kot:
{\displaystyle e^{x}=\sum _{n=0}^{\infty }{\frac {x^{n}}{n!}}=\lim _{n\to \infty }\left({\frac {1}{0!}}+{\frac {x}{1!}}+{\frac {x^{2}}{2!}}+{\frac {x^{3}}{3!}}+\cdots +{\frac {x^{n}}{n!}}\right)\!\,.}
Leta 1737 je Euler dokazal, da je e iracionalno število. V manj kot 80. urah je izračunal 128 decimalk {\displaystyle \pi \!\,}-ja in je prvi uporabil grško črko {\displaystyle \pi \!\,} za oznako razmerja obsega in premera krožnice, oziroma razmerja površine in kvadrata polmera kroga, kot začetno črko grške besede periferia, kar pomeni obseg ali tudi kot začetno črko besede perimeter kot polmer. Pred njim so to stalnico označevali s {\displaystyle \pi /\rho \!\,} kot začetni črki besed perimetros in diametros - premer.
Leta 1748 je trdil, da je logaritem števila b z osnovo a (a in b sta racionalna) ali racionalno število ali ni koren, ker:
{\displaystyle {\frac {a}{\sqrt {n}}}=b\!\,}
ne more veljati. Lambert je, opirajoč se na Eulerjevo delo, leta 1761 dokazal, da za racionalni x, števili {\displaystyle e^{x}\!\,} in {\displaystyle {\textrm {tg}}\;x\!\,} ne moreta biti racionalni. S tem je pokazal, da sta posebej e in {\displaystyle \pi \!\,} iracionalni števili.
V topologiji je znan njegov izrek o pravilnih poliedrih izleta 1750, kjer za vsak pravilen konveksni polieder ali po zvezni deformaciji konveksni polieder, če je e število oglišč, k število robov in f število mejnih ploskev poliedra, velja:
{\displaystyle e-k+f=2\!\,.}
Postavil je trditev, da ne obstajajo rešitve enačbe:
{\displaystyle u^{6}+v^{6}+w^{6}+x^{6}+y^{6}=z^{6}\!\,}
v pozitivnih celih številih. Trivialna rešitev je, ko so vsaj štirje členi enaki 0.
Leta 1769 je postavil trditev, da nobena od enačb oblike:
{\displaystyle x_{1}^{n}+x_{2}^{n}+\cdots +x_{n-1}^{n}=x_{n}^{n}\!\,}
nima nobene trivialne rešitve za {\displaystyle n\geq 3\!\,}. Trditev sta ovrgla leta 1966 Leon J. Lander in Thomas R. Parkin s protiprimerom z {\displaystyle n=5\!\,}:
{\displaystyle 27^{5}+84^{5}+110^{5}+133^{5}=144^{5}\!\,.}
Vpeljal je oznake e za osnovo naravnih logaritmov, i za {\displaystyle {\sqrt {-1}}\!\,}, {\displaystyle f(x)\!\,} za funkcijo spremenljivke x, a, b, c za stranice trikotnika, r, R za polmera trikotniku včrtanega in očrtanega kroga, sin, cos, tg, ctg za kotne funkcije, {\displaystyle \Sigma \!\,} za vsoto.
Euler se je zanimal tudi za uporabo matematičnih zamisli in orodij v glasbi. Leta 1739 je napisal delo Tentamen novae theoriae musicae, z namenom, da bo nekoč teorija glasbe postala del matematike. Delo ni bilo deležno kakšne posebne pozornosti, in so ga celo opisali kot preveč matematično za glasbenike, in preveč glasbeno za matematike.

### Logika
Euler je s pomočjo sklenjenih krivulj prikazal silogistično sklepanje. (1768). Takšni prikazi so postali znani kot Eulerjevi diagrami.

### Fizika

#### Mehanika
Leta 1744 je zasledoval podobno načelo najmanjše akcije, ki ga je razvil tudi de Maupertuis, in imel težave zaradi nerazumevanja nekaterih matematikov in Voltairovega posmeha. Euler je sodil, da izhaja načelo iz zakona gibanja in v njem ni iskal globljega pomena. Iz zakona o gibanju je pri metu ugotovil, da je najmanjše {\displaystyle \int z^{1/2}{\rm {d}}s}, pri centralnem gibanju pa {\displaystyle \int v\ {\rm {d}}s\!\,}. Tako je dobil uporabno načelo:
{\displaystyle \delta \int v({\vec {\mathbf {v} }}{\rm {d}}s)=0\!\,.}
Načelo je zapisal še z živo silo, ki jo je izrazil z naporom:
{\displaystyle {\frac {V}{T}}=\;{\hbox{konst.}}\;-V\!\,.}
Tedaj dela in potencialne energije še niso poznali. V zadnji enačbi vidimo danes izrek o ohranitvi kinetične in potencialne energije in v konstanti polno energijo. Tako je mogoče dati načelu tudi obliko:
{\displaystyle \delta \int T{\rm {d}}t=-\delta \int V{\rm {d}}t=0\!\,.}
Velja namreč:
{\displaystyle {\frac {1}{2}}mv^{2}{\rm {d}}t=mv{\frac {{\rm {d}}s}{{\rm {d}}t}}{\rm {d}}t=mv{\rm {d}}s\!\,.}
Če ima kinetična energija maksimum, ima potencialna energija minimum. Euler je uvidel, da je mogoče iz druge oblike načela ugotoviti tudi ravnovesne lege telesa. V ravnovesni legi ima potencialna energija minimum. Obstaja tudi ravnovesna lega, v kateri ima potencialna energija maksimum. Ta ustreza stožcu, ki stoji na konici, če ustreza prva stožcu, ki stoji na osnovni ploskvi. Prva je stabilna, druga labilna. Če pa je stožec zvrnjen vzdolž roba plašča je v indiferentni legi. Euler se je zavzel za de Maupertuisa, ko se je znašel v težavah. Leta 1753 je potrdil, da je on odkril načelo najmanjše akcije. De Maupertuis pa mu je priznal zasluge za njegovo obliko načela.
Začetke variacijskega računa je Euler podal leta 1744 v delu Methodus inveniendi lineas curvas maximi minimive proprietate gaudentes. V njem je podal posplošene rešitve nekaterih že znanih in rešenih problemov, povezanih z iskanjem izoperimetričnih krivulj, in našel še veliko primerov njihove uporabe. Euler se je na splošno zavzel za raziskovanje variacijske naloge. To ime je dobilo s časom iskanje funkcije {\displaystyle x(t)}, za katero integral {\displaystyle \int fdt} doseže ekstrem, če so funkcija {\displaystyle f=f(x,dx/dt,t)} in spodnja in zgornja meja integrala {\displaystyle x_{1}} in {\displaystyle x_{2}} dane. Za izbrane primere, na primer za brahistokrono, so nalogo rešili Jakob Bernoulli in drugi. Splošno nalogo za brahistokrono je rešil Euler leta 1774.
Leta 1757 je objavil pomembne enačbe za neviskozni tok tekočine, sedaj znane kot Eulerjeve enačbe. V diferencialni obliki so zapisane kot:
{\displaystyle {\begin{aligned}&{\frac {\partial \rho }{\partial t}}+\nabla \cdot (\rho {\vec {\mathbf {u} }})=0\\[1.2ex]&{\frac {\partial (\rho {\vec {\mathbf {u} }})}{\partial t}}+\nabla \cdot ({\vec {\mathbf {u} }}\otimes (\rho {\vec {\mathbf {u} }}))+\nabla p={\vec {\mathbf {0} }}\\[1.2ex]&{\frac {\partial W}{\partial t}}+\nabla \cdot ({\vec {\mathbf {u} }}(W+p))=0,\end{aligned}}}
kjer je:
- ρ masna gostota tekočine,
- {\displaystyle {\vec {\mathbf {u} }}\,} vektor hitrosti tekočine s komponentami u, v in w,
- W = ρ Wn + ½ ρ ( u2 + v2 + w2 ) polna energija na enoto prostornine, kjer je Wn notranja energija na enoto mase tekočine,
- p tlak tekočine,
- {\displaystyle \otimes \,} tenzorski produkt, in
- {\displaystyle {\vec {\mathbf {0} }}\,} ničelni vektor.

#### Teorija elastičnosti
Skupaj z Danielom Bernoullijem je leta 1750 pomagal razviti poenostavitev linearne teorije elastičnosti, ki je omogočila računanje obremenitev in značilnosti uklona prečnih nosilcev. V njej ima osrednjo vlogo Euler-Bernoullijeva enačba:
{\displaystyle {\frac {\partial ^{2}}{\partial x^{2}}}\left(EI{\frac {\partial ^{2}u}{\partial x^{2}}}\right)=w\!\,,}
ki opisuje zvezo med uklonom (enorazsežnega) nosilca in porazdeljeno obremenitvijo w (silo na enoto dolžine). V Eulerjevem času sta bili znanost in tehnika precej vsaka sebi, saj so menili, da matematična dognanja v akademijah niso varna za praktično rabo.

#### Optika
Euler je pomembno prispeval tudi na področje optike. Ni se strinjal z Newtonovo korpuskularno teorijo svetlobe v njegovem delu Optika, ki je bila tedaj prevladujoča teorija. Njegovi članki iz 1740-ih so pomagali razvoju valovne teorije svetlobe, ki jo je predlagal Christian Huygens. Valovna teorija svetlobe je kasneje postala glavna teorija svetlobe, vsaj do razvoja kvantne teorije svetlobe.

### Astronomija
Poleg uspešne rabe svojih analitičnih orodij pri problemih iz klasične mehanike je z njimi raziskoval tudi probleme v nebesni mehaniki. Njegovo delo v astronomiji je večkrat nagradila Francoska akademija znanosti. Z veliko točnostjo je določil tire kometov in drugih nebesnih teles. Razumel je naravo kometov in računal Sončevo paralakso. Njegovi izračuni so prispevali k razvoju točnih tablic za dolžino, uporabnih v navigaciji.
Leta 1772 je pri raziskovanju problema treh teles uvedel sinodski vrteči koordinatni sistem, še posebej za Luno. Če bi tu nadaljeval z delom, bi verjetno odkril konstanto gibanja, ki jo je kasneje leta 1836 v drugačni obliki za siderični nepomični koordinatni sistem odkril Jacobi, in je znana kot Jacobijev integral.

## Osebna filozofija in verska prepričanja
Euler in Daniel sta bila nasprotnika Leibnizevega monadizma in filozofije Christiana Wolffa. Euler je vztrajal, da je temelj znanja med drugim v natančnih kvantitativnih zakonih, kar monadizem in wolffovska znanost nista mogla potrditi. Morda so se Eulerjeva verska nagnenja naslanjala tudi na njegovo preziranje doktrine. Šel je celo tako daleč, da je označil Wolffove ideje kot »poganske in ateistične.«
Veliko, kar je znanega o Eulerjevih verskih prepričanjih, lahko razberemo iz njegovih Pisem nemški princesi, in njegovega zgodnejšega dela Obramba božjega razodetja pred ugovori svobodomislecev (Rettung der Göttlichen Offenbahrung Gegen die Einwürfe der Freygeister). Ti deli kažeta Eulerja kot vdanega kristjana, ki je verjel, da je Sveto pismo vir navdiha. Obramba je bila v prvi vrsti zagovor božjega svetopisemskega navdiha.
Obstaja znana anekdota, ki so jo navdihnile Eulerjeve debate s posvetnimi filozofi o veri v času njegovega drugega službovanja na sanktpeterburški akademiji. Diderot je na povabilo Katarine Velike obiskal ruski dvor. Ker so Diderotovi argumenti za ateizem močno vplivali na Katarinine dvorjane, so zaprosili Eulerja, naj se sooči s francoskim filozofom. Diderota so kasneje obvestili, da je učeni matematik razdelal algebrski dokaz o obstoju boga. Pristal je na izvajanje dokaza pred celotnim dvorom. Euler se je pojavil in pred Diderotom samozavestno dejal: »Gospod, {\displaystyle (a+b^{n})/z=x\!\,}, kar pomeni, da bog obstaja. Odgovorite!« Diderot glede na anekdoto ni dobro znal matematike in je ob Eulerjevi izjavi onemel, množica pa se je začela krohotati. Eulerjeva trditev je delovala resnično in je Diderot ni mogel pobiti. Moč Eulerjeve izjave lahko bolj razumemo, če upoštevamo, da današnje matematične pisave tedaj še niso poznali, enačbe pa so bile izražene z besedami, verjetno v latinščini. Diderot je bil v zadregi in je Katarino zaprosil, če lahko takoj odpotuje iz Rusije, kar mu je ljubeznivo tudi odobrila. Čeprav je anekdota zabavna, verjetno ni resnična, saj je Diderot precej dobro znal matematiko in je celo objavil več matematičnih razprav. Zgodbo je prvi zapisal Dieudonné Thiébaut (1733-1807) in jo objavil leta 1804 v svojem delu Souvenirs de vingt ans de séjour à Berlin. Thiébaut je dobro poznal Eulerja iz Berlina, vendar zgodbi sam ni bil priča. Kasneje jo je leta 1872 z nekaj dodatki povzel De Morgan v svojem delu Zaloga paradoksov (A Budget of paradoxes).

## Priznanja

### Poimenovanja
Po njem se imenuje asteroid glavnega pasu 2002 Euler, krater Euler na Luni in Eulerjeva medalja.

## Izbrana dela
Eulerjeva najbolj znana izdana dela so:
- Novodilo za algebro Arhivirano 2011-04-13 na Wayback Machine. (Anleitung zur Algebra; 1770),
- Uvod v neskončno analizo (Introductio in analysin infinitorum; 1748),
- Osnove diferencialnega računa (Institutiones calculi differentialis; 1755),
- Osnova integralnega računa (Institutionum calculi integralis; 1768–1770),
- Pisma nemški princesi (Lettres à une Princesse d'Allemagne; 1768–1772),
- Metoda iskanja krivulj s pomočjo maksimuma ali minimuma, oziroma rešitev izoperimetričnih problemov v najširšem sprejetem pomenu (Methodus inveniendi lineas curvas maximi minimive proprietate gaudentes, sive solutio problematis isoperimetrici latissimo sensu accepti; 1744).